# Харківський морський музей
Музе́й мо́ря — музей присвячений історії суднобудування і мореплавства. Відкрито 3 червня 2009 року. Розташовано в центрі Харкова, в будівлі ДК «Поліції» на вулиці Жон Мироносиць.

## Музейна колекція
Основою експозиції музею стала приватна колекція харків'янина Олександра Якименка, складанню якої він присвятив кілька десятиліть. У музеї дозволяється брати до рук більшість експонатів, за винятком моделей кораблів.